# Żmijewo (województwo pomorskie)
Żmijewo – nieistniejąca osada w Polsce, w województwie pomorskim, w powiecie gdańskim, w gminie Kolbudy
Leży na trasie linii kolejowej Pruszcz Gdański-Żukowo (obecnie zawieszonej). Wieś wchodziła w skład sołectwa Bielkówko.
Miejscowość została zniesiona z dniem 1 stycznia 2015. Teren włączono do miejscowości Bielkówko.
W latach 1975–1998 miejscowość administracyjnie należała do województwa gdańskiego.
Inne miejscowości o nazwie Żmijewo.